# Виктор Монхил
Виктор Монхил Адева (на испански: Víctor Mongil Adeva) е испански футболист, който играе на поста централен защитник.

## Кариера
Монхил е юноша на Реал Валядолид.
На 26 юли 2021 г. Виктор подписва с Одиша. Дебютира на 24 ноември при победата с 3:1 като домакин на Бенгалуру.

### Хебър
На 30 юни 2022 г. е обявен за ново попълнение на Хебър, но така и не дебютира за тима.
На 14 август 2022 г. испанецът подписва с Керала Бластърс. Дебютира на 7 октомври при победата с 3:1 като домакин на Ийст Бенгал.

## Успехи
Динамо Тбилиси
- Еровнули лига (2): 2019, 2020
- Суперкупа на Грузия (1): 2021